# Tono (musica)
Il tono (ant. tuòno, s. m. [dal lat. tonus, gr. τόνος, propr. «tensione», affine a τείνω «tendere»]), può avere diversi significati in vari campi (acustico, audio e musicale, spesso mescolati anche insieme).   
Il tono, in musica, è l'intervallo maggiore della scala diatonica, costituita da toni e semitoni; e dove, nei sistemi musicali greci e medievali, è il modo (o scale modali) legato alla tonalità (tonica).
In campo audio e musicale, il tono è inteso come tonalità o altezza della nota (intonazione), che può essere, in senso assoluto, acuta o grave oppure alta o bassa, in base alla frequenza (dello spettro audio) o rispetto ad un tono di riferimento (intonazione scientifica, legata all'accordatura strumentale) che richiama anche il tono puro (normalmente, una sinusoide). Ma anche come timbro, sempre legato alla sonorità alta o bassa (acuta o grave), per esempio la timbrica alta di un violino o quella bassa di un contrabbasso. E come termine legato al controllo dei toni, significativamente alla regolazione di equalizzazione del suono (alti, bassi, medi, ecc), di un dispositivo audio (gen. elettronico).
In acustica, alzare il tono (toni alti e toni bassi) è il grado di elevazione del suono o della voce (alzare il volume), come potenza o intensità.

## Intervallo musicale
Il termine tono è anche generalmente definito come intervallo musicale, dove 1 tono è composto da 2 semitoni; ovvero, è composto da un intervallo di seconda maggiore, anche se in realtà è una definizione semplificata e valida più per il sistema temperato (dove gli intervalli fra gradi adiacenti della scala sono costanti), che per altri sistemi di accordatura della scala musicale. E nel sistema temperato occidentale, un tono si può definire semplicemente come il rapporto fra due suoni/toni/note di altezza diversa, con un intervallo di 200 cent. Un'altra definizione, un po' più precisa (ma dipende dal temperamento usato), indica un tono come l'intervallo tra due suoni la cui frequenza è in rapporto 9:8, ovvero ~ 203,9100017 cent; e questo intervallo è approssimativamente 1/6 di ottava.
È anche di uso comune, fra alcuni musicisti, definire un tono come somma di semitono diatonico e semitono cromatico, e di intenderlo composto da 9 comma generici. Ma in realtà, questa divisione del tono non ha alcuna base teorica, ed è il risultato di un atteggiamento divulgativo di alcuni studiosi che, per facilitare l'apprendimento delle teorie sull'accordatura, favorirono tale approssimazione senza spiegarla accuratamente.